# Dissidence institutionnelle
La dissidence institutionnelle est un concept sociologique proposé par Maryvonne David-Jougneau  qui décrit une forme de protestation dans laquelle un individu dénonce un dysfonctionnement institutionnel au sein d’une société, en se référant aux principes mêmes de l’institution ou à une relecture des principes qui le légitiment.
Dans  son affrontement avec l’institution, l’individu dissident, qui réagit d’une manière qui lui est propre, transgresse les normes, les codes et même parfois la loi en mettant le problème qu’il pose sur la place publique.
Son combat, dans lequel il  s’expose et prend des risques, interpelle et divise la société. Si son « appel au peuple » est entendu, sa parole-acte suscite à la fois un soutien de la part de ceux qui se reconnaissent dans les valeurs qu’il défend, en même temps qu’elle provoque un rejet de la part de ceux qui veulent  maintenir l’ordre en place.
Ces luttes dites « individuelles », devenant des « affaires », ont une dimension sociale, car la revendication de droits, portée par l’individu, est un facteur important dans l’évolution des institutions et des sociétés, révélant les tensions entre les différentes valeurs qui s’y affrontent.
Témoin les résistances individuelles actuelles  dans la conquête du droit des femmes : en Palestine face aux crimes d’honneur; en Inde, où une fillette de onze ans, Rekha Kalindi refuse le mariage forcé des enfants;  au Pakistan où la jeune Malala Yousafzai affronte les talibans en revendiquant, pour les filles, le droit à l’instruction.  M. David-Jougneau précise que cette forme de résistance est déjà mise en scène par Sophocle dans son Antigone.  Elle la retrouve également dans la démarche de Socrate.
Quel que soit le champ d’une dissidence et son enjeu institutionnel, politique, ou purement éthique, l’individu dissident ne s’en tient pas à la dimension qui lui est assignée par son statut social, tel qu’il est défini par les normes : parfois simple quidam il devient, de fait, un « acteur social».  

## «La dissidence institutionnelle», un concept nouveau
Le concept de « dissidence institutionnelle » a été introduit  par Maryvonne David-Jougneau, à partir de l’étude sociologique d’affaires qui ont surgi dans les années 1970-80, au sein de différentes institutions françaises avec un écho plus ou moins national : affaire Papinski dans l’Éducation Nationale, l’affaire Bidalou dans la Justice, un père devenu hors la loi  etc. Cette recherche a donné lieu à une thèse en 1986, à sa réécriture sous forme de livre  et d'articles. Depuis, d’autres sociologues s’y réfèrent.  On peut citer Johanna Siméant, qui, dans  son livre sur 'La grève de la faim' décrit  l’affaire Roland Veuillet, un CPE (conseiller principal d’éducation) aux prises avec l’Éducation Nationale, comme un exemple de dissidence institutionnelle. Un concept qu’elle développe par ailleurs,. De même; c’est en partant de ce concept qu’Erwan Redon est considéré comme « désobéissseur » plutôt que dissident institutionnel.

### Perspective sociologique interactionniste
Cette approche sociologique s’est faite dans une perspective interactionniste, se référant à la fois à Erving Goffman  et à  L'École de Palo Alto,  (Bateson, Laing, Watzlawick). D’un point de vue méthodologique, l’auteur propose une grille d’analyse pour reconstituer l’interaction spécifique entre l’individu dissident et l’institution, afin d’en dégager les enjeux.

### Le scénario de la dissidence
De l’étude de cette interaction spécifique M. David-Jougneau  dégage un « scénario de la dissidence » en plusieurs actes : I) La naissance d’une revendication avec dénonciation d’un manquement par rapport à des principes de référence ; II) Un affrontement  légal, là où il existe des recours institutionnels ; III) Un appel au peuple quand ces recours ont échoué. La transgression des normes et parfois même de la loi divise l’opinion publique. Une partie rejette et stigmatise l’individu dissident, une autre le soutient et l’encense ; IV) À la suite de l’affrontement idéologique et politique au sein de la société, l’individu peut obtenir la satisfaction de sa revendication voire être réhabilité ou, au contraire, être exclu définitivement du champ institutionnel. Au sein de ce scénario se joue le problème de la dimension de l’individu liée à son statut, avec des variations extraordinaires selon les épisodes de son combat: tantôt menacé d’anéantissement symbolique, tantôt grandi comme un héros, avec la difficulté de se trouver une bonne dimension au sein de l’institution.  Ce que soulignent certains chercheurs comme Philippe Juhem ou François Ost,  lequel reprend la métaphore des changements de dimension d’Alice au pays des merveilles en l’appliquant à l’analyse d’Antigone de Sophocle. 

### Extension du concept de scénario de la dissidence
Ce scénario de la dissidence, on le retrouve dans l’histoire et dans la littérature, d'Antigone  à Aung San Suu Kyi, en passant par les paroles et les actes des « dissidents politiques »  des pays de l’Est qui ont donné un sens historique au concept de dissidence au XXe siècle. Mais on découvre aussi ce scénario dans des luttes parfois oubliées, qui ont constitué des « affaires » en leur temps, avec des enjeux de valeurs et de civilisation importants.  M. David-Jougneau cite l’exemple de Semmelweis  et de sa lutte contre l’obscurantisme médical  en matière d’hygiène au xixe siècle (voir détails à article Effet Semmelweis). D’autres chercheurs en sciences humaines utilisent ce concept dans l’analyse de conflits où se jouent les rapports à la norme. Et ce dans les champs les plus variés de la société française : les mondes urbains pour A. Deboulet et Michèle Jolé, les partis politiques pour A. Allal et N. Bué, l’école pour M.E. Hedibel, les déchets pour J.M. Deleuil, le management pour O. Babeau.  Des recherches africaines s’y réfèrent également pour aborder les problèmes de gouvernance de sociétés : P. Quantin, le CAMES, C. Tama,  ou, 
comme Lamia Zaki, qui allie une réflexion sur la démocratisation dans les pays arabes à celle plus spécifique sur l’électrification des bidonvilles à Casablanca. De son côté, Olivier Labouret, médecin-psychiatre, s’y réfère  dans son analyse des « Ratés de l’individualisme». Une administration, l’ANESM, dépendant de l’HAS, l’introduit  dans ses références. 

## Principes, normes et lois

### Trois systèmes symboliques
Pour comprendre la problématique de la dissidence M. David-Jougneau distingue trois systèmes  symboliques qui peuvent ne plus être en cohérence au sein d’une société en évolution. Les principes auxquels se réfèrent les dissidents sont des règles générales qui définissent l’orientation idéale des institutions sans pour autant être toujours mises en pratique. Ce peut être aussi les droits fondamentaux de l’individu (dignité, liberté de pensée etc.) quand ceux-ci sont bafoués. Ces fondements idéaux et symboliques de l’action sont souvent appelés en sociologie des « valeurs ». Elles nécessitent un acte de pensée rationnelle pour s’y référer. Les normes définissent des règles collectives qui structurent notre action selon un modèle défini, sans même avoir besoin d’être pensées. Intériorisées par la socialisation, elles définissent ce qu’il faut faire comme « naturel » ou allant de soi.  Les lois, sont des règles positives qui nécessitent un acte de connaissance, avec la conscience que cet ordre est institué et, par là-même, peut être changé.

### Conditions objectives de la dissidence institutionnelle
Dans tous les cas étudiés M. David-Jougneau souligne comme condition objective de la dissidence une contradiction entre des principes, mis en exergue dans l’institution ou faisant sens pour au moins une partie de la société, et des pratiques qui ne les respectent pas. Ces « lacunes de la structure sociale» peuvent faire l’objet de luttes collectives ou parfois de luttes individuelles là où certains individus peuvent y être particulièrement « sensibles ».

### Conditions subjectives  de la dissidence institutionnelle
D’où la recherche des raisons particulières qui amènent un individu dissident à ne pas se soumettre aux normes comme le font la majorité de ceux qui ont même statut que lui, même lorsqu’ils critiquent un ordre dominant qu’ils subissent comme injuste. Ce qui revient à enquêter sur la socialisation et l’histoire de l’individu pour comprendre ce qui le fait s’insurger face à une situation où les principes ou les valeurs auxquelles il tient sont menacées.    

## Dimension sociale et enjeux des affaires de dissidence
Pour saisir la dimension sociale d’une affaire  de dissidence, M. David-Jougneau  distingue trois sortes d’enjeux : les enjeux personnels, des enjeux institutionnels et des enjeux fondamentaux.

### Enjeux personnels
Les enjeux peuvent être multiples allant de l’investissement particulier dans la carrière à des motifs d’ordre affectif, auxquels s’ajoute une confiance dans les institutions, un besoin de règles du jeu bien définies etc. Dans tous les cas l’individu a vécu une expérience si négative de l’ordre normatif qu’il dénonce que la renonciation aux valeurs ou aux principes  auxquels il se réfère serait destructrice du moi tel qu’il s’est construit.

### Enjeux institutionnels
Mais, s’il y a « affaire » c’est qu’à côté de l’enjeu personnel il y a un « enjeu institutionnel » : le  contenu du rôle de père au moment d'une séparation familiale, le contenu du rôle d’enfant qui peut revendiquer des droits face à l'adulte, le contenu du rôle de la femme face à l’homme, etc. À chaque fois le dissident propose « une autre manière de jouer son rôle social » pouvant s’inscrire dans une évolution alternative de l’institution et de la société.

### Enjeux fondamentaux
Le dissident institutionnel pose le problème de l’assise de droit dans nos rôles sociaux. La dissidence témoigne de l’importance des principes qui fondent le moi et la crise qui s’ensuit quand les attentes jugées légitimes ne sont pas satisfaites.  Pour l’illustrer, M. David-Jougneau analyse le cas de Michaël Kohlhaas, le héros du roman de  H. Von Kleist, qui dans son combat contre l’injustice reproduit à bien des égards le scénario de la dissidence. Il fait remarquer qu’il ne peut plus exercer son métier de maquignon dès lors que l’arbitraire et le pouvoir des seigneurs  peuvent triompher du droit.

### L’individu, acteur social
Parmi les enjeux fondamentaux de la dissidence il y a également la dimension sociale que peut prendre l’individu en tant qu’acteur social  assortie de la représentation du réel social qu’il introduit.

## Deux représentations antagonistes du réel social

### Représentation du réel social proposée par le dissident
Selon la thèse de M. David-Jougneau le dissident propose une représentation du citoyen et du réel social en complète opposition avec celle que secrète l’« agent normalisé »  qui s’identifie, sans distanciation, à son statut selon la norme.    
Le dissident institutionnel se pense comme « acteur social » dans une  réalité en mouvement  au sein d’une société qu’il peut faire évoluer. Quel que soit son statut social, il agit en coresponsable  de l’ordre social ou de son désordre. Il propose ainsi, à chacun, une dimension de citoyen révisée à la hausse.

### Représentation du réel social de l’«agent normalisé»
L’« agent normalisé », qui assure la soumission aux normes, se pense, au contraire, comme simple pion dans une réalité statique où les rapports de force sont établis de telle manière qu’ils ne peuvent être changés. Pour lui, la soumission aux normes est la seule possible et celui qui les transgresse est un facteur de désordre, nuisible pour la société.    

## Perspective humaniste et exigence éthique

### Perspective anthropologique humaniste
La dissidence s’inscrit dans une perspective anthropologique humaniste. M. David-Jougneau cite V. Havel  : l’individu dissident pense que les valeurs ou les principes, auxquels il se réfère de manière non-violente, ont une dimension d’universalité et finiront par triompher. Dans le même temps son combat vise à établir un rapport de force « politique » au sens premier du terme en vue de les inscrire, ici et maintenant, dans l’espace public. C’est d’ailleurs cette dimension éthico-politique de la démarche du dissident qui intéresse ceux qui se posent le problème de l’éthique comme une des dimensions de la responsabilité sociale de l’entreprise (RSE) ,.

### Cohérence entre principes et pratiques
Le dissident demande à l’institution et à ses représentants de rétablir une cohérence entre les principes et les pratiques.   
L’exigence éthique du dissident à l’égard de lui-même se manifeste par son refus du divorce entre ce qu’il pense être juste et sa pratique, entre l’idéal et le réel.
Par son refus des compromis et les risques qu’il prend, par son courage, le dissident interpelle chacun de ceux auxquels il s’adresse dans ses rapports aux valeurs et à l’idéal : il pose le problème de la responsabilité de chacun par rapport au dysfonctionnement en cause. Par là même, il dérange et suscite le rejet.

## La «stigmatisation» du dissident

### La stigmatisation comme défense des normes
La stigmatisation  de l’individu  qui n’est pas dans la norme a été analysée en particulier par E. Goffman. Elle est un système de défense des normes qui vient s’ajouter aux sanctions requises par une défense des lois, quand celles-ci ont été transgressées.

### Le dissident stigmatisé comme «paranoïaque»
M. David-Jougneau a analysé la stigmatisation du dissident institutionnel, en France, dans les années 1970-1980. Dans les différents  cas étudiés elle découvre qu’il est considéré, par ceux qui le critiquent et en particulier par ses pairs, comme « paranoïaque ». Elle analyse ce « diagnostic» comme un système de défense des normes. 

### Stigmatisation différente selon les époques
Selon M. David-Jougneau, le thème de rejet ou de stigmatisation de l’individu dissident est à analyser en fonction des représentations sociales dominantes de chaque époque. Dans la Grèce antique, Antigone et Socrate, ont été  stigmatisés comme « sacrilèges » par les défenseurs des lois ancestrales. Dans l’Europe chrétienne, le dissident  était considéré et condamné comme « hérétique ». Les suffragettes qui se battaient pour le droit à l’égalité en tant que citoyennes étaient perçues comme « hystériques ».

## Intérêt de cette approche sociologique

### Elle propose une autre méthode et une autre lecture de certaines affaires
Elle permet d’analyser des pratiques institutionnelles qui restent masquées tant qu’on ne reconstitue pas l’interaction spécifique entre le dissident et l’institution. 
Selon Gustave-Nicolas Ficher,l’approche de M. David-Jougneau « pose d’une nouvelle manière le problème de l’identité sociale dans les institutions… Dans le cas de la dissidence, l’identité sociale ne trouve pas sa source dans la conformité aux normes mais dans la référence au droit. Le dissident se définit à l’intérieur d’une nouvelle identité où il apparaît comme un acteur social… producteur d’événements qui sont de nature à réorienter les situations ».
Elle se propose comme une méthode pour décrypter chaque « affaire » mettant en conflit un individu et une instance de pouvoir. Elle permet ainsi de mieux évaluer la  dimension sociale des « luttes individuelles » contre l’injustice, que l’on trouve soit dans la littérature, soit dans notre histoire, soit dans notre actualité.

### Elle dépsychiatrise le regard sur certains comportements sociaux
On peut considérer que cette approche sociologique s’inscrit dans le mouvement de l’ antipsychiatrie des années 1960-1970 qui visait, entre autres, à changer le regard sur certains comportements, pouvant être considérés comme « déviants » ou « anormaux ». Elle  prétend dévoiler le sens d’une parole qui peut paraître « incongrue », provenant d’individus qui ne maîtrisent pas toujours les codes pour se faire entendre de la part des pouvoirs publics ou retenir l’attention des médias.
Elle ne nie pas pour autant qu’il y ait, parmi ces paroles incongrues, des paroles qui relèvent de la pathologie. L’analyse, dans chaque cas, des différents enjeux et de leur importance relative, doit permettre de distinguer une parole-acte, insensée dans son déni du réel, d’une lutte dissidente dont elle mime le scénario. Elle doit permettre aussi de distinguer, de la dissidence, des conduites narcissiques qui recherchent avant tout, dans l’appel au peuple, un grandissement de soi de l’individu. M. David-Jougneau note d’ailleurs qu’au sein même du scénario de la dissidence, l’individu peut être menacé par « une perte de repères institutionnels » et par une « image fantasmée de soi ». Il ne s’agit donc pas, d’après cet auteur, d’applaudir à tout ce que fait le dissident ou de le considérer comme une sorte de héros.

## Limites de cette approche sociologique et critique et de la notion de «scénario de la dissidence»

### Une définition qui exclut certaines luttes individuelles
Comme le note elle-même M. David-Jougneau, le concept de dissidence institutionnelle ne permet pas de rendre compte des « résistances » légitimes que les individus peuvent mener au sein de leurs institutions, sans qu’ils aient la possibilité de se faire entendre par un appel au peuple : soit parce qu’il leur manque des compétences (la maîtrise de l’expression écrite par exemple), soit parce qu’ils n’ont pas trouvé de média prêt à leur ouvrir une tribune, soit que leur revendication ne peut être entendue à ce moment précis.

### Le pouvoir limité de cet acteur social
Et ce d’autant que le pouvoir de l’individu dissident comme acteur social n’est que celui d’un porte-parole de valeurs qui peuvent devenir des forces au sein d’un débat social, à condition que d’autres se reconnaissent dans cette revendication, au moment où il la rend publique. Un geste courageux de transgression des normes et de dénonciation de l’injustice ne suffit pas à déclencher un « scénario de la dissidence » s’il reste sans portée sociale. Le concept de dissidence institutionnelle ne qualifie pas la démarche d’un individu, mais décrit un processus social dont la conduite de l’individu n’est qu’un élément. Il reste que la démarche de dénonciation, même dans un cadre légal implique déjà, selon les circonstances, la transgression des normes et requiert du courage.

### Des conditions sociologiques et historiques particulières
C’est dans des conditions sociologiques et historiques particulières et limitées que le geste symbolique d’un individu peut déclencher un changement voire un mouvement social.

### Les risques pour l’individu dissident
L’individu dissident s’expose et met sa vie ou ses conditions de vie en danger sans savoir si sa lutte sera victorieuse et permettra une avancée des valeurs qu’il défend. Il y a, de plus, un risque de désocialisation de l’individu s’il est exclu de l’institution.
Pour toutes ces raisons, selon M. David-Jougneau, la dissidence ne peut être prônée comme forme de résistance. Elle est un cri que pousse l’individu quand il n’a pas ou plus d’autre recours et que les valeurs qui sont fondamentales pour lui s’effondrent. On peut la considérer comme un avatar de la parrêsia ou du « dire vrai» , étudié par Michel Foucauld. Quoi qu’il en soit, elle semble être une « figure de la citoyenneté» qui s'est développée sous des appellations multiples, depuis l’apparition de la démocratie en Grèce et l’émergence de « l’individu-citoyen». C’est à ce titre qu’il semble utile de la comparer à d’autres formes de protestation de l’individu face aux normes et face à la loi, qui s’en rapprochent.

## Comparaison avec le contestataire, le désobéissant civil et le lanceur d’alerte.

### Le contestataire
Le contestataire met en cause les valeurs dominantes d'une société avec refus de s'intégrer dans un ordre social. Le dissident institutionnel refuse de s’intégrer dans l’ordre social particulier qu’il dénonce comme « désordre » mais au nom d’un ordre social idéal, conforme aux principes institutionnels et/ou à des principes fondamentaux, qu’il tend à mettre en œuvre, ici et maintenant, par sa pratique.

### Le désobéissant civil
Le désobéissant civil met l’accent sur le refus d’obéir à la loi pour défendre des valeurs auxquelles il croit. Dans la dissidence institutionnelle, c'est l'affrontement aux normes, au sein des rôles sociaux, et non l’affrontement à la loi qui est au cœur du scénario de la dissidence, dont l’enjeu est la défense de principes qui garantissent le droit de chacun, au sein de son statut.  
La désobéissance civile se rattache à son origine chez Henry David Thoreau à une conception anthropologique libérale dans laquelle l’individu se pense comme homme privé, séparé de l’État, pouvant même vivre en dehors de la société.  L’individu peut néanmoins décider de s’engager dans des luttes sociales et politiques pour faire valoir des causes qu’il trouve justes. 
Le dissident institutionnel, tout en manifestant sa liberté de pensée et sa créativité, témoigne d’une conception anthropologique dans laquelle il se pense avant tout comme « être social », dépendant du bon ou mauvais fonctionnement de l’institution et réclamant une « assise de droits » comme garantie au sein de ses rôles sociaux.
Tous deux se considèrent comme « acteurs sociaux» pouvant faire changer l’ordre social, législatif, voire politique dès l’instant où l’action publique trouve un écho ou rassemble d’autres individus qui s’engagent dans l’action. La désobéissance civile, selon Rawls, est une arme politique, pensée comme telle, contre un gouvernement, contre un État dont on combat la ligne et dans laquelle l’implication individuelle se double d’une dimension collective (Martin Luther King Jr., Gandhi). Le combat du dissident institutionnel se situe dans le champ restreint d’une institution, ou se contente de dénoncer une pratique sociale au sein de la société.

### Le lanceur d’alerte
Le  lanceur d’alerte, selon la définition qu’en donne Florence Hartman, en partant d’exemples comme Daniel Ellsberg, André Cicolella, Irène Frachon, Edward Snowden, dénonce publiquement un dysfonctionnement au niveau d’un gouvernement, d’une administration, d’une entreprise etc. au nom de la transparence ou de conflit d’intérêts, sans que la personne soit directement victime du dysfonctionnement qu’elle dénonce. Néanmoins, dès que le lanceur d’alerte rend publique sa dénonciation et sauf s’il y a un statut qui le protège, il peut se retrouver dans un scénario de dissidence dans lequel un pouvoir tente de l’anéantir et où seul le recours à l’opinion publique et à son soutien peut lui redonner de la légitimité et lui éviter d’être anéanti symboliquement, voire physiquement par ceux dont les pratiques ont été dénoncées. Sébastien Schehr s’appuie sur ce scénario pour comparer lanceur d’alerte, dissident et traître,.
Le lanceur d’alerte parle d’une place, au sein de la société qui est le plus souvent celle d’un expert qui le fait accéder à des données qu’il est seul à connaître et qui lui semblent utiles de révéler dans l’intérêt commun. Ce n’est pas pour autant « un professionnel de l’alerte » tel le journaliste, le syndicaliste, le représentant d’ONG.
Le dissident institutionnel est, la plupart du temps, un quidam qui, à partir de son expérience, est amené à témoigner d’un fonctionnement non conforme aux principes et demande à l’institution et demande à celle-ci de réparer à la fois une injustice dont il est victime ou témoin, en même temps que ses propres failles. C’est au cours de l’action qu’il se découvre une dimension nouvelle qui est celle de l’acteur social en même temps qu’il découvre et révèle certains rouages de l’institution méconnus.
La protection des lanceurs d’alerte, mise en place d’abord dans les pays anglo-saxons  a fait l’objet d’un accord au Parlement Européen sur des règles communes, en avril 2019.  Elle devrait permettre au lanceur d’alerte de diminuer les risques d’être traité soit comme un délinquant soit comme un héros. Il reste néanmoins la difficulté du choix - comme le note F. Hartman,- « d’entrer en dissidence au sein de leur entreprise ou de l’administration qui les emploie, en dissidence avec leur milieu professionnel, parfois aussi avec la loi ».

## Filmographie
- Erin Brockovich, seule contre tous, réalisé par Steven Soderberg, 2000.
- Seule contre tous ou la dénonciation, de Larysa Kondracki, Québec, 2010.
- Michaël Kohlhaas, réalisé par Arnaud des Pallières, 2013.
- Les Suffragettes, ni paillassons, ni prostituées, documentaire de Michèle Dominici, ARTE, 2012.

### Études sociologiques
- Luc Boltanski, La dénonciation, Actes de la recherche en sciences sociales, No 51, 1984.
- Luc Boltanski, E. Claverie, Nicolas Offenstadt, S. Van Damme, Affaires, scandales et  grandes causes, Stock, 2007.
- Étienne de la Boétie, La servitude volontaire, Arlea, 2007.
- Maryvonne David-Jougneau
  - La dissidence institutionnelle : une approche sociologique, Revue française de Sociologie, XXIX, 1988, p. 471-501.
  - Le dissident et l’Institution ou Alice au Pays des Normes, l’Harmattan, 1989.
  - Antigone ou l’aube de la dissidence, L’Harmattan, 2000.
  - Socrate dissident. Aux sources d’une éthique pour l’individu citoyen, Actes Sud, 2010.
  - « Un père hors-la-loi », Dialogue No 107, Paris, 1990.
  - « Semmelweis et Bandajevsky, des savants victimes de la répression scientifique », in  Les silences de Tchernobyl,  Ed. Autrement, 2004 et 2005.
- Chantal Delsol et alii, Dissidences, PUF, 2005.
- Cynthia Fleury, La fin du courage, Fayard, 2010.
- E. Goffman, Les Rites d’interaction, Ed. de Minuit, 1967.
- V. Havel : Le pouvoir des sans pouvoir, in Essais politiques, Points, 1990.
- Florence Hartmann, Lanceurs d’alerte. Les mauvaises consciences de la démocratie, Don Quichotte, 2014.
- Alexandra Laignel-Lavastine : Jan Patocka, l’Esprit de la dissidence, Michalon, 1998.
- Roger Rotman, Dissidences et dissident(e)s, Le Sycomore, 1982.
- Henri-David Thoreau : La désobéissance civile,  Mille et une nuit, 2000.
- Alain Touraine, Le retour de l’Acteur, Fayard, 1984.
- Nous Dissidents, Recherche 34, 1978.

### Témoignages et œuvres de fiction
- Aung San Suu Kyi, Ma Birmanie, Pluriel, 2012.
- Gregory Berglund, Le dissident du monde occidental, Seuil, 1979.
- Louis-Ferdinand Céline, Semmelweis, Gallimard, 1999.
- Irène Frachon, Mediator 150 mg - Combien de morts? Editions-Dialogues.fr, 2010.
- Rekha Kalindi, La force de dire non, Michel Lafon, 2012.
- Jacques-André Prévost, Le Dissident, Mercure de France, 1978.
- Antigone de Sophocle, Belles Lettres, 1997.
- Heinrich Von Kleist, Michaël Kohlhaas, Phebus, 1983.
- Émile Zola, J’accuse et l’affaire Dreyfus, Librio, 2002.
- Stephan Zweig  Conscience contre violence, Livres de poches, 2004.